# Archicofradía de Medinaceli de San Fernando
La Archicofradía de Medinaceli de San Fernando, diócesis de Cádiz y Ceuta, es una asociación religiosa de culto católico, que tiene como título: Real, Venerable, Seráfica y Trinitaria Esclavitud y Antigua Archicofradía del Santísimo Sacramento, de la Inmaculada Concepción y Ánimas Benditas y Fervorosa Hermandad de Penitencia de Nuestro Padre Jesús Cautivo y Rescatado y María Santísima de la Trinidad.
- Real: desde al año 1989, otorgado por su Majestad Juan Carlos I, rey de España.
- Venerable: se le concede por ser digna de veneración.
- Seráfica: por tener carta de Hermandad con la comunidad de Reverendas Madres Clarisas Capuchinas, en 1988. Título refrendado en octubre de 2014 mediante Carta de Hermandad con la Orden de Frailes Menores Capuchinos.
- Trinitaria: concedido por la Orden Trinitaria, mediante Carta de Hermandad en el año 2008.
- Esclavitud: por realizar voto especial de obediencia a los mandatos de Nuestro Señor Jesucristo.
- Antigua Archicofradía[4] del Santísimo Sacramento.... y Ánimas Benditas: por su fusión el año de 2004 con la Esclavitud del Santísimo y Ánimas.
- Inmaculada Concepción: por tenerla de titular gloriosa, recibiendo culto interno en la fecha de su festividad.
- Fervorosa: por la devoción e interés con que se realizan sus cultos, tanto internos como externos.
- Hermandad de Penitencia: por realizar estación de penitencia el Lunes Santo con las imágenes de Jesús Cautivo y Rescatado y María Santísima de la Trinidad.

## Escudo
El escudo presenta en el centro una custodia con viril y Sagrada Forma con el anagrama de Jesús Hombre Salvador (JHS), con una cruz sobre la H intermedia, acompañada por dos emblemas, en el de la derecha aparece una cruz patada triangular con los colores trinitarios, bordeada de una corona de espinas, y sobre ella la letra S, atravesada, de arriba hacia abajo, por un clavo; en el de la izquierda el escudo franciscano. Sobre este conjunto, yendo de derecha a izquierda, una banda con la inscripción "Sine Labe Originali Concepta" (Sin Pecado Original Concebida), con el anagrama de María en el Centro. Una corona real encabeza todo el conjunto. Todo ello enmarcado por una cartela dorada simulando un bordado que lo resalta y embellece.
El escudo, tanto en sus elementos constituyentes como en sus colores, recoge un enorme simbolismo:
- Custodia dorada, Sagrada Forma en marfil y anagrama JHS en dorado. Por el carácter  sacramental de la Archicofradía.
- Banda en celeste, identificativo de la Inmaculada Concepción, con texto "Sine Labe Originali Concepta" en dorado.
- Anagrama Ave María en dorado, representando la realeza de la Virgen María.
- Emblema derecho, con fondo morado, por su carácter penitencial. Cruz con los colores trinitarios, por su relación con la Orden Trinitaria. Corona de espinas, en recuerdo de la pasión de Jesucristo. S y clavo, al presentar carácter de Esclavitud, en color plata y oro, representativos de la nobleza del voto especial de obediencia.
- Emblema izquierdo, de fondo púrpura, simbolizando los estigmas[nota 2] que sufrió San Francisco, con escudo seráfico, por tener Carta de Hermandad con la comunidad de Madres Clarisas Capuchinas de San Fernando.
- Corona real dorada, indicando la realeza de Jesucristo sobre el Universo.

## Reseña histórica
La Hermandad de Jesús de Medinaceli fue fundada por excombatientes de la guerra civil española y de la División Azul, algunos de ellos incluso estuvieron presos en campos de concentración durante la campaña rusa, de ahí su gran vinculación emocional con la advocación de "Cautivo y Rescatado". Se fundó para dar culto a una imagen de Jesús Cautivo que era propiedad de Francisco de Paula Nieto Castañeda, que más tarde lo donaría a la Cofradía. Desde los primeros momentos de su traslado a la iglesia mayor parroquial, gozó de gran fervor popular, siendo actualmente una de las más veneradas de San Fernando. El año 1945, el 29 de enero, se constituye la Junta Procultos, el 25 de febrero se bendice la imagen del Señor y el 25 de marzo, Domingo de Ramos, realiza su primera salida procesional, en el antiguo paso de la Vera Cruz, que se cedió para la ocasión. En el año 2004, se fusiona con la Esclavitud del Santísimo y Archicofradía de Benditas Ánimas, de su mismo templo parroquial.

### Cronología
Esclavitud del Santísimo y Archicofradía de Benditas Ánimas:
- En las remotas fechas de 1676/77, hay constancia de una Hermandad Sacramental en la parroquia del Castillo, probablemente de corta existencia.
- Se funda en el año 1733, en la iglesia parroquial del Castillo de León, la Esclavitud del Santísimo y Cofradía de Benditas Ánimas.
- En 1759, se realiza Carta de Filiación con la Archicofradía del Santísimo Sacramento de la iglesia de Santa María sobre Minerva de Roma. Desde entonces se usa el mencionado título.
- Para el año 1765, adquiere la primera capilla de la nave del evangelio de la recién inaugurada iglesia mayor, con su altar y bóveda para enterramiento.
- El arcipreste se refiere a la Archicofradía, en las fechas 1902-05, como prácticamente extinguida y con escasos hermanos.
- En el año 1909, por el contrario, se produce el restablecimiento pleno de la Esclavitud del Santísimo a iniciativa del arcipreste Baldomero García, adquiriendo de nuevo gran vida cultual, reflejo de lo cual es la adquisición en 1912 de un relieve representando a las Ánimas del purgatorio.
- A partir del año 1965, de nuevo queda reducida a muy escasos hermanos, con muy poca vida, pero no extinguida.
- 2004, Fusión de la Esclavitud y Archicofradía con la Hermandad Sacramental de Jesús Cautivo y Rescatado y María Santísima de la Trinidad.

Hermandad de Medinaceli:

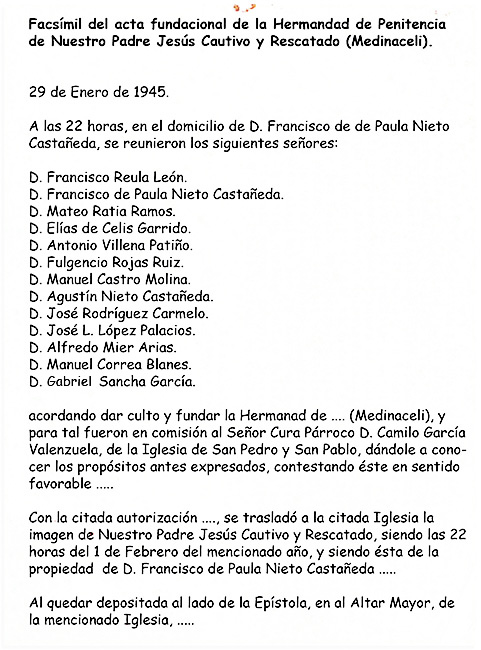
Facsímil del acta fundacional

- 29 de enero de 1945. Se funda la Hermandad de Nuestro Padre Jesús Cautivo y Rescatado.
- En enero de 1946 se adquiere, a la Hermandad de los Gitanos de Sevilla, el anterior paso de misterio, realizado por Casana en 1939, y reformado por el orfebre Manuel de los Ríos Navarro, en 1976, añadiéndole respiraderos, cartelas y ménsulas en metal plateado.
- El 29 de febrero de 1948, se elimina el cancel derecho del Templo, para construir en dicho lugar el primer altar del Señor.
- El 1 de noviembre de 1959, se bendice el actual altar
- En 1976 se cambia el hábito negro por el azul trinitario.
- El Obispado concede el título de Esclavitud del Santísimo Sacramento, 1978. Igualmente se crea la Banda de Cornetas y Tambores de la Cofradía.
- El 10 de junio de 1979, se bendice la imagen de María Santísima de la Trinidad, después de haber estado algunos meses acogida en el convento de "Las Capuchinas", de la Orden de Clarisas Capuchinas.
- En 1980, se bendice el altar de la Virgen. En este mismo año, la Virgen de la Trinidad sale en su primer Rosario de la Aurora.
- En 1982, el Ayuntamiento de San Fernando acuerda rotular una calle con el nombre María Santísima de la Trinidad. Se encuentra en el barrio de San Francisco, y tiene su comienzo en la calle Real y su final en la plaza del General Rodríguez Arias.
- Junio de 1983, bendición de la primera Casa de Hermandad. Situada en la calle General Valdés, 12, alto derecha, junto al almacén de las túnicas y pasos. Ambos en régimen de alquiler.
- El Domingo de Pasión del año 1984, se bendice el paso de palio de la Virgen. Coincidiendo con esta primera salida procesional de la Madre de la Trinidad, se cambia al Lunes Santo, realizándose también por vez primera, la estación de penitencia en el convento de "Las Capuchinas".
- En 1988, se estrechan más los lazos de unión con la Orden Franciscana, y como consecuencia de la Carta de Hermandad suscrita con la Comunidad de RR.MM. Clarisas Capuchinas, se recibe la autorización para usar el título de Seráfica por dicha Orden. Las Monjas capuchinas de esta ciudad, son nombradas camaristas de honor de nuestras imágenes titulares.
- En 1995, la Hermandad celebra su 50 aniversario con gran brillantez. También recupera el color primitivo del hábito penitencial, dejando el anterior azul trinitario. Igualmente, en este año, el Ayuntamiento acuerda nombrar una plaza cercana al convento de Madres Capuchinas, con el nombre de Jesús de Medinaceli.
- Inauguración de la nueva y actual Casa de Hermandad, en junio de 1998, esta vez en propiedad, situada en la calle Amargura, 33. Consta de almacén para túnicas y pasos, sala de exposición, pequeña sala multiusos, cuarto de baño, secretaría y sala de juntas.

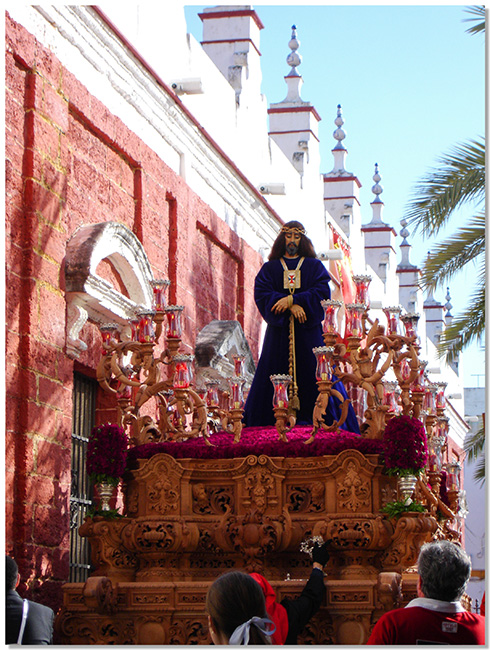
Volviendo de la Solemne Procesión Magna-Plaza de San José

- En el año 2001, se detectan ciertos deterioros en la imagen de Jesús Cautivo y Rescatado, siendo necesaria su restauración por Pedro Manzano Beltrán. El 24 de febrero de 2002, terminada las labores de consolidación y limpieza de la imagen, volvió a exponerse al culto público en el convento de las Capuchinas, del que partiría en viacrucis de vuelta hacia su sede canónica, la iglesia mayor.
- Durante el año 2004, la Hermandad conmemora dos importantes eventos: el 25 Aniversario de la Bendición de la imagen de María Santísima de la Trinidad y el 150 Aniversario de la Proclamación del Dogma de la Inmaculada Concepción de María. Destacable fue la Misa Conmemorativa del 25 Aniversario que fue oficiada por el mismo sacerdote que la bendijo, Rvdo. Padre Ildefonso Pérez Alsedo. El titular cristífero preside el viacrucis del Consejo Local de Hermandades y Cofradías. Por último, el Lunes Santo de este año, se bendice el nuevo paso de Jesús Cautivo y Rescatado, diseñado por Manuel Guzmán Bejarano y ejecutado por su hijo Manuel Guzmán Fernández.Igualmente importante es su fusión con la antigua Esclavitud del Santísimo Sacramento y Archicofradía de Benditas Ánimas, eliminando la ambigüedad de la existencia de dos Cofradías Sacramentales en la parroquia de San Pedro y San Pablo. Se toma como fecha de origen de ambas corporaciones, la original de 1733.[9]
- El 1 de mayo de 2005, María Santísima de la Trinidad, vuelve de nuevo a "Las Capuchinas" para desde el mismo Claustro que la acogió allá por el año 1979, presenciar el acto de entrega de la Medalla de Oro de la ciudad de San Fernando a las RR. MM. Clarisas Capuchinas, que había sido solicitada por nuestra Hermandad.
- En febrero de 2006, la Archicofradía se incorpora a la Confraternidad de Hermandades y Cofradías Trinitarias de la Provincia de España-Sur.
- Durante el año 2008, se celebra el 275 aniversario de la fundación la Esclavitud del Santísimo Sacramento y Archicofradía de Ánimas. El Lunes Santo, durante la Misa anterior a la Salida Procesional, se ofrece por parte del ministro provincial, Carta de Hermandad con la Orden de la Santísima Trinidad, y la oportuna autorización para que la Hermandad pueda utilizar el título de Trinitaria.
- El Lunes Santo del año 2009, son encendidos, por el representante de trasplantados de la provincia de Cádiz, los cirios que en apoyo a los trasplantes de órganos lucían en ambos pasos, acontecimiento mantenido desde entonces.[nota 4][5]
- En el año 2010, el sábado santo, 3 de abril, Nuestro Padre Jesús Cautivo y Rescatado, participa en la Solemne Procesión Magna que se celebró en San Fernando, en conmemoración del Bicentenario del inicio de las sesiones para la elaboración de la primera Constitución Española de 1812.
- Agosto de 2011, la imagen de Jesús Cautivo y Rescatado es invitada a participar en el viacrucis organizado por el Obispado de Cádiz y Ceuta para despedir a los peregrinos de las Jornadas Mundiales de la Juventud con destino a Madrid. La Cofradía tiene que declinar la invitación por encontrarse el frontal del paso en el taller de los doradores.
- En la Semana Santa del año 2012, se estrenará la primera fase del dorado del paso del Señor, ejecutado por el obrador de los Hermanos González, al igual que la primera imagen menor del mismo, un arcángel eucarístico para la capilla central frontal, del imaginero Fernando Aguado Hernández, ambos con talleres en Sevilla capital.
- En octubre de 2014 es concedida la Carta de Hermandad con la Orden de Frailes Menores Capuchinos, concedida por su ministro General de Roma, Fr. Mauro Jöhri, con motivo del XXV aniversario de la concesión de la carta de hermandad con la comunidad de Madres Clarisas de la ciudad.

## Imágenes

### Nuestro Padre Jesús Cautivo y Rescatado
Imagen de vestir, tallada en madera de pino y policromada por José Romero Morillo, discípulo de Antonio Castillo Lastrucci,el cristo de medinaceli se considera uno de los cristos más bonitos de la Semana Santa de san fernando. Representa  la imagen de un Cautivo vestido con su túnica, en el momento evangélico de la pasión, en el cual Cristo acepta con humildad su crucifixión y se encuentra en espera de recibir la cruz, para iniciar su camino hacia el Calvario. Aparece de pie erguido, apoyado sobre la pierna derecha, adelantando ligeramente la izquierda, con la cabeza inclinada ligeramente hacia delante y hacia la izquierda, con la mirada baja y las manos atadas hacia delante, la izquierda sobre la derecha, la boca entreabierta dejando ver los dientes tallados. LLeva larga cabellera de pelo natural. El rostro dulce y sereno, con ojos de cristal, es surcado por tres lágrimas en sus mejillas, una en el lado derecho y dos en el lado izquierdo. Detalle, este de las lágrimas casi insólito, pues no es usual verlo en imágenes de Cristo. Alrededor de su cabeza presenta corona de espinas y sobre su pecho y espalda, escapulario trinitario, a semejanza de Nuestro Padre Jesús Nazareno, primitiva imagen de Medinaceli, de la Archicofradía homónima de Madrid. Mide 1,65 m.
El origen de esa primera imagen de Jesús Nazareno, se remonta al año 1681; en ese año España perdió la plaza fuerte de La Mámora,  donde se le daba culto al mencionado Nazareno. Al caer dicha fortaleza en manos musulmanas, todo cuanto contenía fue apresado, incluida la imagen de Jesús que fue atada y sometida a burla y escarnio. Al poco tiempo, la talla fue rescatada en Mequinez por los Padres Trinitarios, y devuelta a España, adquiriendo gran devoción. Debido a este hecho presenta el escapulario trinitario. En el año 1686, los Duques de Medinaceli donaron un terreno para la construcción de una capilla en Madrid, siendo entronizada en ella. De esta forma, se la empezó a conocer popularmente como Jesús de Medinaceli. Tras la guerra civil, fueron los frailes capuchinos, en su actual basílica de Madrid, los que impulsaron el culto a la venerada imagen. De ahí, también su vinculación con la Orden de los Hermanos Menores Capuchinos.
Al gozar de gran popularidad y veneración esta original talla de Jesús Cautivo, aparecieron por todo el territorio nacional, Cofradías que tienen titulares semejantes al madrileño, normalmente siguiendo tres patrones distintos:
-Presentando el esquema de Jesús Nazareno de Madrid: rostro de gran parecido, pelo natural y corona de espinas en metal. Cádiz.
-Basadas en la imagen madrileña: sin demasiado parecido en el rostro, pero manteniendo el pelo natural y corona de espinas en metal. San Fernando.
-Fundamentadas en la devoción a Jesús de Medinaceli: sin parecido aparente, pelo y corona de espinas tallados, o incluso sin la corona. Hermandad de Jesús Cautivo y Rescatado (Sevilla).

### María Santísima de la Trinidad
Imagen de candelero, tallada en madera de cedro y policromada por Luis Álvarez Duarte, en el año 1979. Dolorosa en el camino de la amargura, de aspecto juvenil, que se presenta de pie, con la cabeza ligeramente inclinada hacia la izquierda, mirando al frente, tiene ojos negros directamente pintados sobre la talla. Tres lágrimas surcan sus mejillas, una a la izquierda y dos a la derecha, que simbolizan su advocación de Trinidad, Padre, Hijo y Espíritu Santo. Tiene la boca entreabierta con los dientes tallados y las manos abiertas, sujetando normalmente un pañuelo y un rosario. Mide 1,75 m.

### San Francisco de Asís

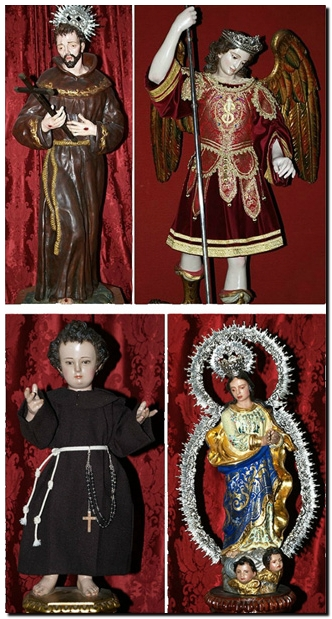
San Francisco de Asís, Arcángel San Miguel, Niño Jesús, Inmaculada

Imagen de terracota policromada, obra de Francisco Cabrera Casanova, de 1993. De talla académica y culto interno, que ocupa un lugar preferente en la Casa de Hermandad, habiendo ocupado también en varias ocasiones el altar efímero que se monta en la festividad del Corpus Christi.

### Arcángel San Miguel (procesional)
Imagen Barroca de tamaño académico de las denominadas de vestir, del siglo XVIII de autor desconocido, aunque suele ser atribuido al mismo autor de la imagen de la Divina Pastora de las Almas Coronada de San Fernando. Policromada al óleo, excepto las alas, doradas, estofadas y policromadas. Parece ser que fue expresamente realizada para participar en procesiones eucarísticas. Actualmente se encuentra expuesta en la Casa de Hermandad de Medinaceli. Aparece San Miguel representado venciendo al diablo a sus pies, y sosteniendo en una balanza las Ánimas.

### Niño Jesús
De estilo montañesino, tallada y policromada al óleo en su totalidad. Imagen de vestir de pequeño tamaño, unos 45 cm de altura. Es utilizado para culto interno, siendo vestido según la ocasión. Con túnica penitencial durante Cuaresma, hábito franciscano en el triduo a María Santísima de la Trinidad, tonalidades celestes en la Inmaculada.

### Inmaculada Concepción
Imagen de pequeño formato, que figuraba en el antiguo paso del Señor, de unos 35 cm, obra del imaginero isleño Juan Carlos García Díaz, dorada por Isabel Mariño en 1998, sus vestiduras fueron policromadas al año siguiente. Presenta ráfaga en alpaca plateada de Manuel de los Ríos Navarro, del año 2000. Actualmente se usa para culto interno, en los distintos altares que monta la Cofradía.

### Santísimo Cristo de Ánimas
Crucificado de pequeño formato, que aparece sobre el Gólgota y una calavera a sus pies. De autor desconocido, era utilizado por la Esclavitud de Ánimas Benditas para las honras fúnebres de sus hermanos. Actualmente se encuentra expuesto al culto en la capilla de la Santa Cueva de la iglesia mayor, siendo utilizado durante los cultos internos para presidir la mesa del Libro de Reglas.

### Ánimas Benditas del purgatorio

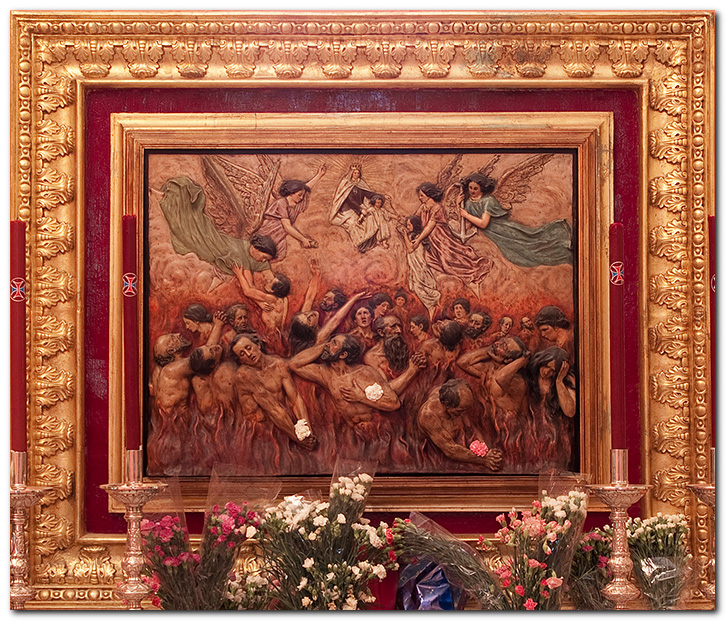

Medio relieve que representa a la Virgen del Carmen salvando a las Ánimas del purgatorio, que se encuentran desnudas rodeadas de llamas. De principios del siglo XX, actualmente situado en la denominada sala de duelo del primer templo parroquial.

### Retablo de San Miguel
Ejecutado en madera tallada y dorada, dividido en tres cuerpos y calles. Los laterales se encuentran adornados con pequeñas figuras de Ánimas, representando al clero, a la nobleza y al pueblo. Rematando el retablo, una representación del Cordero místico, y una cartela con la "S" y el clavo, símbolo de la Esclavitud. Terminado en el año 1764.

### Arcángel San Miguel (retablo)

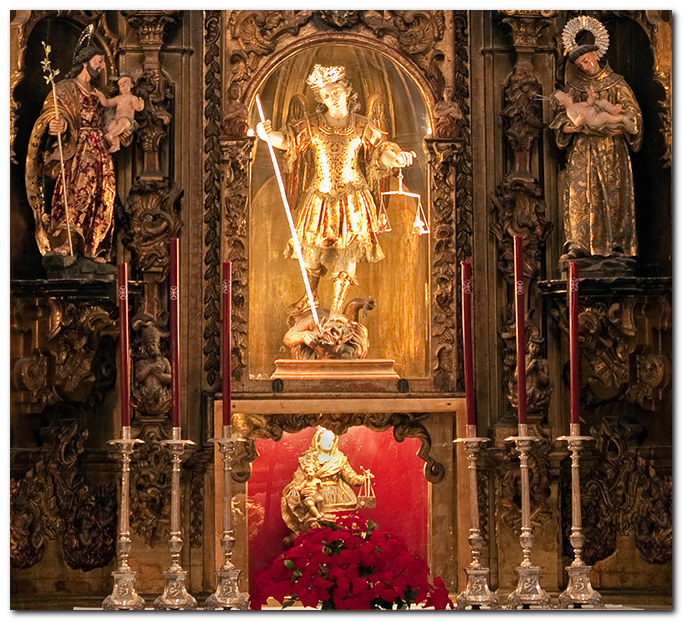
S. Miguel, Nª. Sra. del Carmen, S. José y S. Antonio

Imagen Barroca de tamaño algo menor que el real, realizada a finales del siglo XVII o principios del XVIII, de autor desconocido, aunque parece pertenecer a la Escuela Genovesa. Tallada en madera totalmente, policromada al óleo en cara, manos y piernas, y dorada, estofada y policromada en sus vestiduras y alas. Realizada para retablo, ocupando actualmente la hornacina central del primer retablo de la nave del Sagrario. Presenta la misma iconografía del Arcángel San Miguel procesional.

### Nuestra Señora del Carmen (retablo)
Escultura de unos 70 cm de altura, que se encuentra en posición sedente con el niño Jesús en brazos, vistiendo el hábito carmelita y escapulario de la Orden en su mano derecha. De finales del siglo XVIII, de madera tallada, dorada, estofada y policromada en sus carnaduras.

### San José y San Antonio de Padua (retablo)
Imágenes de bulto, de tamaño académico, de madera tallada, dorada, estofada y policromada. Situadas en hornacinas a derecha e izquierda de San Miguel, de las mismas fechas que el retablo, y de autor desconocido.

## Actos de la cofradía

### Religiosos
- Presentación de los niños al Templo, el día 2 de febrero. Conjuntamente con la parroquia.
- Traslado de Jesús Cautivo y Rescatado al altar de cultos, el domingo anterior al primer viernes de marzo.
- Quinario a Jesús Cautivo y Rescatado, con Vía Crucis parroquial al final de la jornada del jueves, besapié el primer viernes de marzo y Función Principal de Instituto el domingo siguiente.
- Besamanos a María Santísima de la Trinidad, el Domingo de Pasión.
- Misa preparatoria de la estación de penitencia, justo antes de la salida de la Cofradía.
- Estación de Penitencia el Lunes Santo, con Estación Menor al Santísimo Sacramento en el Convento de Nuestra Señora del Rosario de las Reverendas Madres Clarisas Capuchinas.
- Rosario de la Aurora de María Santísima de la Trinidad, el primer domingo de mayo.
- Triduo a María Santísima de la Trinidad, con Función Principal el día de su festividad.
- Acto de exaltación a la Eucaristía, junto con el resto de Hermandades Sacramentales de la ciudad, el miércoles antes de la festividad del Corpus Christi.
- Triduo Eucarístico, con Función Principal en la festividad del Corpus Christi.
- Participación en la procesión del Corpus Christi.
- Misa en honor de San Francisco de Asís, el día de su festividad.
- Rezo del Santo Rosario por el cementerio de San Fernando, el día de los difuntos.
- Triduo a las Ánimas Benditas del Purgatorio, dedicando el primero de los días, conmemoración de los fieles difuntos, a los fallecidos de la Archicofradía.
- Triduo a la Inmaculada Concepción, con Función Votiva el día de su festividad.

### Cofrades
- Almuerzo de Hermandad, el día de la Función del Quinario a Jesús Cautivo y Rescatado.
- Cena de Hermandad, el día de la inauguración de la caseta de la Feria del Carmen y de la Sal.
- Edición cada Cuaresma del Boletín "Cruz de Guía".

### Labor Social
- Ayuda económica y personal al Convento de las Madres Capuchinas.
- Colaboración económica mensual con Cáritas Parroquial, Cáritas Diocesana, Comedor del Pan Nuestro, Comedor de San Vicente de Paúl, Conferencia Juan XXIII y Fundación Prolibertas.
- Abono del importe económico de todas las comidas asistenciales que se den en San Fernando el Lunes Santo.[18]
- Campaña de Navidad: Caravana de recogida de alimentos, aportación de la propia Hermandad.
- Cesión de la Casa de Hermandad como sede, en la ciudad de San Fernando (Cádiz), de la Subdelegación de la Fundación Trinitaria Prolibertas.[19]
- Bolsa de Caridad "Virgen de la Trinidad": grupo de hermanos que se dedican exclusivamente a labores solidarias. Cuenta con un cepillo al lado derecho del Altar de Jesús Cautivo y Rescatado. Se encargan también, de la distribución de los sobres petitorios, en cuantos cultos celebra la Archicofradía.[20]

### Estación de Penitencia
La Archicofradía realiza su estación de penitencia en la tarde-noche del Lunes Santo,
El itinerario del año 2022 es el siguiente:
Real, CARRERA OFICIAL, Real, San José, plaza San José, Virgen de los Desamparados, Dolores, Pérez Galdós, San Nicolás, San Servando, Almirante Cervera, Real, Diego de Alvear, Cardenal Spínola, Colón, Rosario, Murillo, San Esteban, San Gaspar, Constructora Naval, plaza Jesús de Medinaceli, González Hontoria, Rosario, plaza de la Iglesia y a su templo.
Paso de Jesús Cautivo y Rescatado
El paso de Nuestro Padre Jesús Cautivo y Rescatado, estrenado en el año 2004, es obra de los talleres de Manuel Guzmán Fernández, habiendo sido diseñado por Manuel Guzmán Bejarano. Actualmente esta completamente terminado en su talla, estando en proceso de dorado por los Hermanos González. La imaginería menor y las cartelas, están siendo ejecutadas por Fernando Aguado Hernández.
Consta de maniguetas, canastilla y respiraderos realizados en madera de cedro y tallados en estilo barroco, y seis juegos de candelabros de guardabrisas con 58 luces, junto a cuatro faroles situados en las esquinas de los respiraderos, encima de unas bases con talla calada y dorada. Cuando este terminado completamente, y según el diseño original, mostrará cuatro arcángeles en las capillas centrales, ocho imágenes de santos, ocho ángeles querubines sedentes y catorce cartelas, todas estas obras doradas y policromadas en sus colores correspondientes. Caídas lisas en terciopelo morado sin bordar.
LLamador en alpaca plateada, por Manuel de los Ríos Navarro y coronillas del mismo material, de orfebería Santos.
Su exorno floral casi siempre basado en claveles rojos, con algunos años en rojo sangre, y mucho menos frecuente, lirios morados.
Paso de María Santísima de la Trinidad
De estilo renacentista, realizado en alpaca repujada y plateada por Manuel de los Ríos Navarro, iniciado en el año 1980, y estrenado en 1984, se encuentra terminado. Consta de maniguetas, respiraderos, candelería de sesenta y dos luces, dos faroles pequeños en su delantera, peana, seis jarras, cuatro faroles entrevarales, dos faroles de cola, doce varales, moldurón con crestería para el palio. LLamador en alpaca plateada de Jesús Domínguez Vázquez. LLeva bambalinas de color burdeos sin bordar, de corte recto, con flequería dorada y dieciséis borlas catedralicias. Manto y caídas sin bordar del mismo color que las bambalinas. Presenta delante de la primera fila de la candelería un amplio conjunto de relicarios de santos franciscanos, trinitarios y carmelitas.
Desde el primer año, su exorno ha constado de flores de tonalidades blancas, siendo el clavel y la rosa, las utilizadas en mayor número de ocasiones.

### Datos de interés
- Momentos destacados: Salida, Carrera Oficial, Capuchinas, Churruca, Maestro Portela, Manuel Roldán, Recogida.
- Distancia del recorrido: 1.793 metros.
- Resumen del Cortejo: 5 secciones de penitentes, 4 filas de presidencia, paso de Cristo, banda de cornetas y tambores,1 sección con cruces, penitencia de fieles, 3 secciones penitentes, 4 filas de presidencia, paso de Virgen, penitencia, banda de música.
- Hermanos que realizan la estación de penitencia vistiendo la túnica: 375 -245 secciones Cristo, 130 secciones Virgen-.
- Hermanos que realizan la estación de penitencia sin vestir la túnica: 350 -entre penitencias, monaguillos, gran parte de los cargadores y capataces, e incluso músicos-.
- Devotos que participan en la procesión: 175-200.
- Cuadrillas de cargadores: Jóvenes Cargadores Cofrades en ambos pasos.
- Música del paso de Cristo: Cornetas y Tambores Santísimo Cristo de la Columna (Daimiel - Ciudad Real).
- Música del paso de Virgen: banda municipal de música (Villalba del Alcor - Huelva).
- Vestidor de la Virgen: Juan Ignacio Guerrero Pérez.
- Hermana Mayor: Mónica Orihuela Traverso (desde 2021).

Túnica penitencial
Hábito negro sin botonadura con larga cola, antifaz rojo, fajín de esparto del mismo color, guantes, calcetines y zapatos negros. Al igual que Jesús Cautivo y Rescatado, todos los hermanos y hermanas realizan la estación de penitencia con el escapulario trinitario sobre sus hombros, cayendo sobre el pecho y espalda. Los hermanos de las secciones del Cristo portan cirio rojo, recogiendo el carácter sacramental de la cofradía, mientras que los de las secciones de la Virgen, llevan cirios blancos, dedicados a la pureza de María Santísima. En ambos casos, los cirios se encuentran identificados con el escudo de la Hermandad.
Simbolismo de la túnica
- Hábito negro: simulando la túnica que llevó nuestro Señor Jesucristo durante su vida, escogiéndose el color negro como muestra de especial severidad que los hermanos desean demostrar durante la estación de penitencia.
- Larga cola: el significado más común es que representa los pecados del penitente, que vamos arrastrando por la vida como una carga pesada.
- Antifaz rojo: para mantener el anonimato. Rojo en recuerdo de la pasión redentora de Jesucristo. Cubre un capirote cónico apuntando al cielo, objetivo final de todo creyente. De igual forma, la molestia del capirote en la frente, recuerda las heridas que Jesús sufrió durante su tortura.
- Fajín: los penitentes en la antigüedad llevaban enrollados en su cintura una gruesa cuerda, presionando fuertemente la zona del vientre y espalda. En su recuerdo, se lleva actualmente el fajín simulando esa primitiva molestia.
- Guantes, calcetines y zapatos: para evitar ser reconocido al realizar la estación de penitencia.
- Cirio: la mayoría de los penitentes lo portan, de 1,40 m de largo y 8 cm de grosor. Al cirio encendido se le reconoce un gran simbolismo, pues en la Iglesia católica representa la Fe, en este caso del penitente, y por extensión del concepto, al mismo Cristo, en sus palabras: “Yo soy la luz del mundo; el que me sigue no andará en tinieblas…”

Túnicas anteriores
- Estatutos primitivos del año 1946: hábito morado con larga cola, antifaz rojo, cíngulo amarillo, guantes, calcetines y zapatos negros. Así aparecía en los Estatutos de la Hermandad, vigentes hasta inicios de la década de los 80 del siglo XX. Esta túnica nunca se llegó a realizar. Pues desde la segunda salida penitencial hasta el inicio de la década de los 80 del siglo XX, con la reforma de estatutos, la túnica seguía el patrón de la actual. La primera Semana Santa de la Esclavitud del Santísimo Cristo Cautivo y Rescatado se realizó con las túnicas prestadas de la Cofradía de la Vera-Cruz.
- Mediados de la década de los 70 del siglo XX: cambia el color del hábito al azul trinitario, incluyendo también botonadura roja, el resto sin variación.
- Mediados de la década de los 90 del siglo XX: el hábito vuelve al color inicial, negro, tal como permanece en la actualidad, desapareciendo la botonadura.

## Composiciones musicales
Cornetas y Tambores
- Medinaceli, de Francisco Bermejo, en 1984.
- Trinidad, de Francisco Bermejo.
- Lunes Santo en Capuchinas, de Francisco del Río.
- Cautivo por tus Lágrimas de Vida, de Juan Carlos Martín-Consuegra Céspedes, en 2014.
- Medinaceli... mi Devoción, de Manuel Alejandro González Cruz (Quini), en 2020.

Banda de música
- Virgen de la Trinidad, de José González García, en 1979.
- Jesús de Medinaceli, de Elena Colombo de la Vega, en 1994.
- Cautivo del Lunes Santo, de José Luis Expósito Polanco, en 1995.
- Medinaceli, Dulce Reencuentro, de José González García, en 1997.
- Cautivo de mi Trinidad, de Raúl Batista Maceas, en 1997.
- Medinaceli, de José Ribera Tordera, en 1999.
- Trinidad, de Manuel Serrano Rodríguez, en 1999.
- Rabí, de Manuel Pérez Rodríguez, en 1999.
- Trinidad en Capuchinas, de Jesús Palacios, en 2004.
- María Santísima de la Trinidad, de Francisco Javier Guillamó Cereceda en 2014.

Agrupación musical
- Plegarias a mi Cautivo, de Emilio Muñoz Serna en 2004.
- Medinaceli Isleño, de Francisco Bermejo en 2006.
- Virgen de la Trinidad, en 2010.

## Acompañamiento musical
Acompañamiento musical paso de misterio:
El acompañamiento musical del paso de Cristo ha variado a lo largo de su historia. En un principio y durante muchos años, tradicionalmente llevaba una banda de cornetas y tambores, en el año 1978 se funda la Banda de Cornetas y Tambores Medinaceli tocara 14 años hasta su desaparición en el año 1992. En los años del 1993 al 2003 se optaría por bandas de música, alternándose entre la Banda Sinfónica y la Banda de Música Cruz Roja - Asociación Cultural Maestro Agripino Lozano, ambas de San Fernando. Posteriormente se abandonó la idea de banda de música, y optar por agrupaciones musicales, 6 años acompañado por  Agrupación Musical del Santísimo Cristo de Humildad y Paciencia. Y en los 3 siguientes por la Agrupación Musical Virgen de las Lágrimas, igualmente de la ciudad de San Fernando. En el año 2013 con el cambio de junta de gobierno se volvió a contratar una banda de Cornetas y Tambores Santísimo Cristo de la Columna de Ciudad Real, la cual sigue en la actualidad acompañando al paso de misterio.
2013 - 2024: Cornetas y Tambores Santísimo Cristo de la Columna (Daimiel - Ciudad Real).
2010 - 2012: Agrupación Musical Virgen de las Lágrimas (San Fernando).
2004 - 2009: Agrupación Musical del Santísimo Cristo de Humildad y Paciencia (San Fernando).
1993 - 2003:
1978 - 1992: Banda de Cornetas y Tambores Medinaceli (San Fernando).
1945 - 1977:
Acompañamiento musical paso de palio:
El paso de Virgen los primeros años contrato la banda municipal de Arcos. Posteriormente, y alternándose, entre la Banda Sinfónica y la Banda de Música Cruz Roja - Asociación Cultural Maestro Agripino Lozano. En 2015 contratan por 3 años a la Banda de Música de la Unión Musical Astigitana de Écija. En la actualidad con la banda municipal de Villalba del Alcor de Huelva.
2024: banda municipal de música (Gerena - Sevilla).
2018 - 2023: banda municipal de música (Villalba del Alcor - Huelva).
2015 - 2017: Banda de Música de la Unión Musical Astigitana (Écija - Sevilla).
¿ - 2014: Banda sinfónica municipal (San Fernando).
¿ - ?: Banda de Música Maestro Agripino Lozano (San Fernando).
1984 - ?: banda municipal de música (Arcos de la Frontera - Cádiz).

## Itinerario
Real, CARRERA OFICIAL, Real, San José, plaza San José, Virgen de los Desamparados, Dolores, Pérez Galdós, San Nicolás, San Servando, Almirante Cervera, Real, Diego de Alvear, Cardenal Spínola, Colón, Rosario, Murillo, San Esteban, San Gaspar, Constructora Naval, plaza Jesús de Medinaceli, González Hontoria, Rosario, plaza de la Iglesia y a su templo.

## Residencia canónica
Su sede es la iglesia mayor parroquial de San Pedro y San Pablo y de los Desagravios, terminada en el año 1757, del arquitecto Alejandro Perdia, de estilo barroco renacentista, con planta de cruz latina.
Jesús Cautivo y Rescatado está situado en el cuarto altar de la nave derecha, justo delante del cancel que daba a una de las calles laterales del Templo. Han existido dos altares, el primero fue bendecido el 29 de febrero de 1948, realizado por Rafael Luis Romero Tapia. El segundo y actual es el bendecido el 1 de noviembre de 1959, realizado por Luis Jiménez Espinosa, Manuel Guzmán Bejarano y Antonio Martín Fernández. Es de estilo barroco en madera tallada, estofada y sobredorada. En 1981 se le realizó una nueva peana, por los mismos artistas. Consta, sobre fondo en madera dorada, con abundante decoración, de camarín central y de dos columnas laterales, culminadas por jarras de azucenas, que sostienen un dosel con el primitivo escudo de la Esclavitud.
María Santísima de la Trinidad está situada justo enfrente del Señor, es decir, en el cuarto altar de la nave izquierda, delante también del cancel de ese lado, que aún en desuso, todavía se conserva. Fue bendecido en 1980 y es obra de Antonio Martín Fernández, en madera tallada y dorada. Siendo este un dosel semicircular, que bordea el contorno de la imagen y es rematado por el segundo escudo que tuvo la corporación, justo el anterior al actual.

## Retablos cerámicos

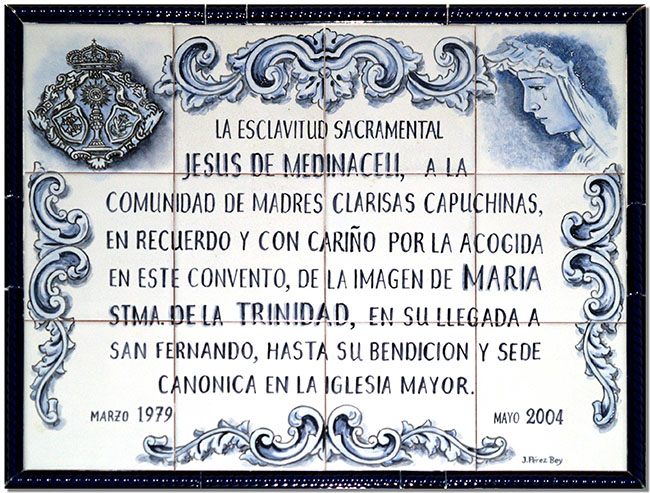
Entrada de la capilla de "Las Capuchinas"

La Archicofradía cuenta con varios retablos cerámicos en la ciudad de San Fernando.

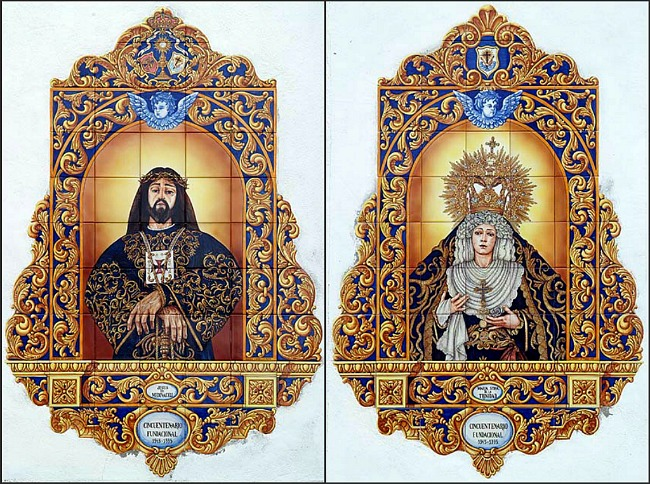
Puerta de "Las Capuchinas"

- Retablos situados a las puertas del Convento de "Las Capuchinas", calle Constructora Naval. Fábrica de Villamartín, pintado por Antonio Linares Rodríguez. Si dispusieron para conmemorar el 50 aniversario de la Cofradía, en el año 1995.
- Retablo situado a la entrada de la capilla del mismo Convento anterior. Ejecutado por Juan Pérez Bey en el año 2004, en recuerdo y agradecimiento por la acogida, por parte de la Comunidad Clarisa Capuchina, de María Santísima de la Trinidad, varios meses antes de su bendición.
- Retablo de Jesús de Medinaceli, situado encima de la puerta de entrada del domicilio particular de Manuel Collantes y Ana Lanceta, en la calle de Antonio López. Realizado por Juan Pérez Bey en el año 2004.
- Retablo del signo de la Orden Trinitaria, colocado sobre la puerta de la Casa de Hermandad, sita en la calle Amargura, 33. Fue bendecido en marzo del año 2010, en recuerdo del VIII Centenario del signo de la Orden y de la visita pastoral del ministro general Fray José Narnaly, a las Hermandades Trinitarias de la diócesis de Cádiz y Ceuta.